# Physostegia virginiana
Physostegia virginiana là một loài thực vật có hoa trong họ Hoa môi. Loài này được (L.) Benth. miêu tả khoa học đầu tiên năm 1829.

## Hình ảnh

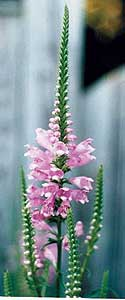
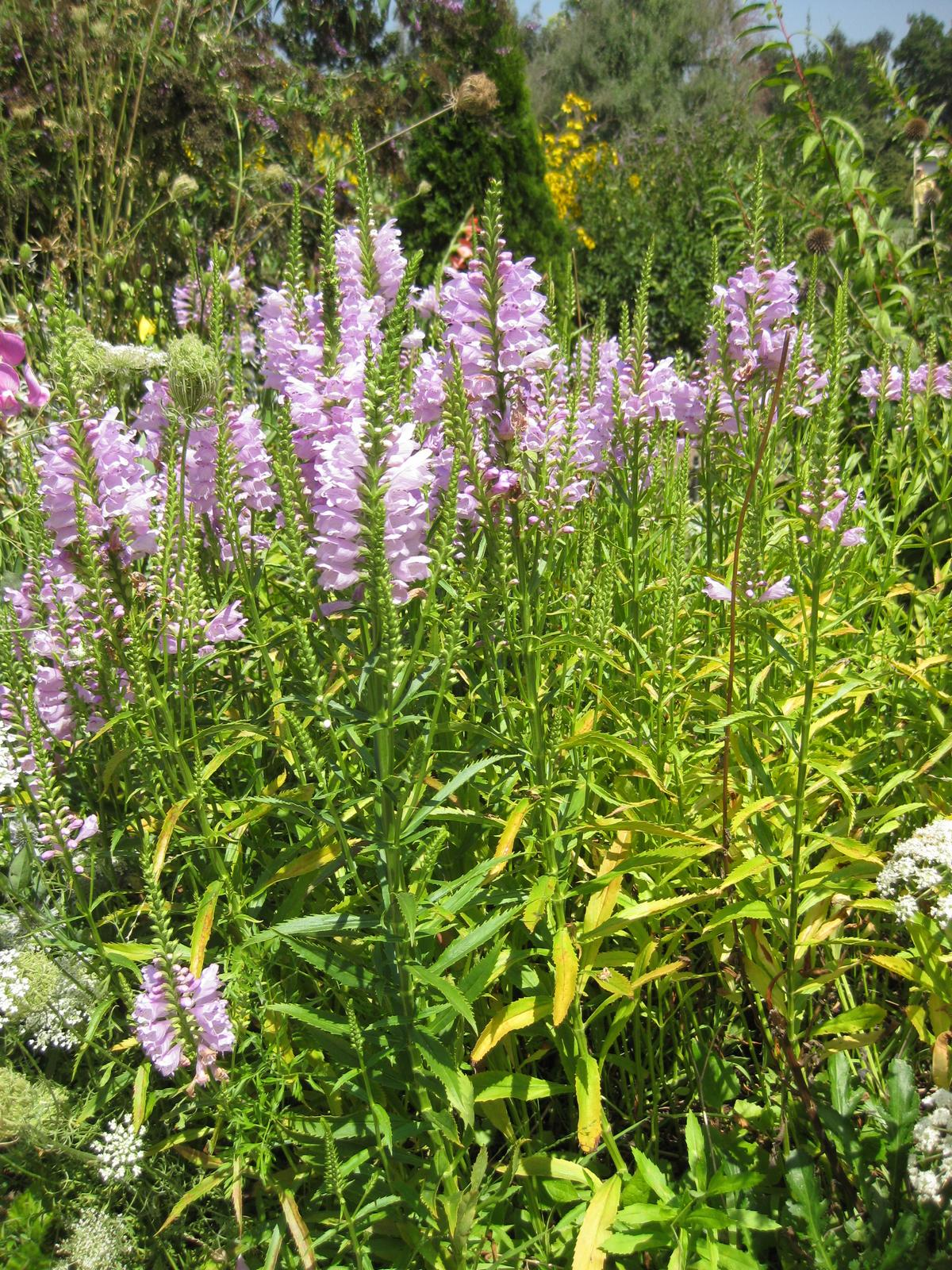
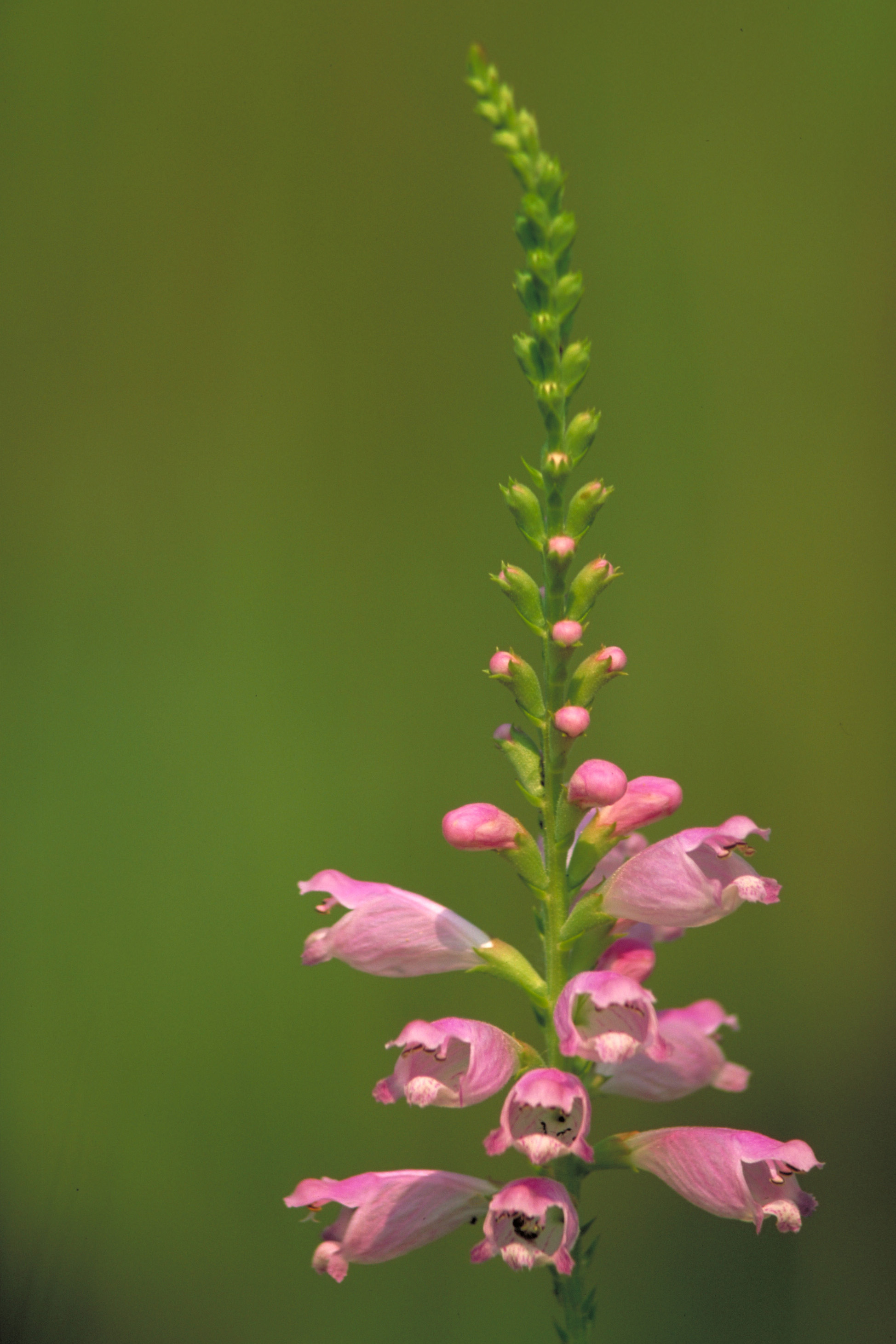
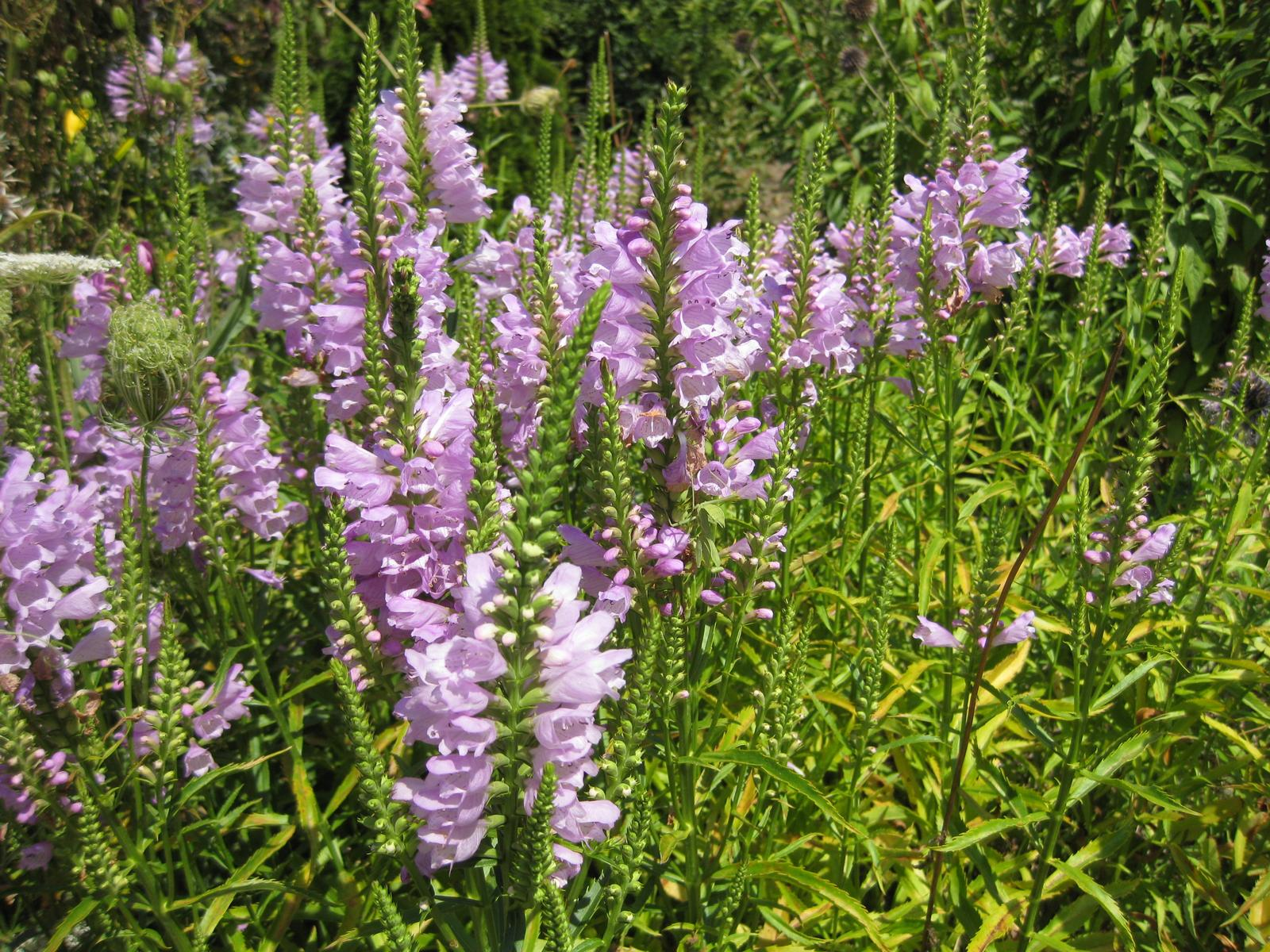